# Liverpool Football Club 2001-2002
Questa pagina raccoglie i dati riguardanti il Liverpool Football Club nelle competizioni ufficiali della stagione 2001-2002.

## Maglie e sponsor
| Casa | Trasferta | Terza divisa |  |

## Rosa
| N. |                        | Ruolo | Calciatore             |
| -- | ---------------------- | ----- | ---------------------- |
| 1  | Paesi Bassi (bandiera) | P     | Sander Westerveld      |
| 2  | Svizzera (bandiera)    | D     | Stéphane Henchoz       |
| 3  | Portogallo (bandiera)  | D     | Abel Xavier            |
| 4  | Finlandia (bandiera)   | D     | Sami Hyypiä (capitano) |
| 5  | Rep. Ceca (bandiera)   | A     | Milan Baroš            |
| 6  | Germania (bandiera)    | D     | Markus Babbel          |
| 7  | Rep. Ceca (bandiera)   | C     | Vladimír Šmicer        |
| 8  | Inghilterra (bandiera) | A     | Emile Heskey           |
| 9  | Inghilterra (bandiera) | A     | Robbie Fowler          |
| 9  | Francia (bandiera)     | A     | Nicolas Anelka         |
| 10 | Inghilterra (bandiera) | A     | Michael Owen           |
| 11 | Inghilterra (bandiera) | C     | Jamie Redknapp         |
| 12 | Polonia (bandiera)     | P     | Jerzy Dudek            |
| 13 | Inghilterra (bandiera) | C     | Danny Murphy           |
| 15 | Rep. Ceca (bandiera)   | C     | Patrik Berger          |
| 16 | Germania (bandiera)    | C     | Dietmar Hamann         |
| 17 | Inghilterra (bandiera) | C     | Steven Gerrard         |

| N. |                        | Ruolo | Calciatore       |
| -- | ---------------------- | ----- | ---------------- |
| 18 | Norvegia (bandiera)    | D     | John Arne Riise  |
| 19 | Guadalupa (bandiera)   | P     | Pegguy Arphexad  |
| 20 | Inghilterra (bandiera) | C     | Nick Barmby      |
| 21 | Scozia (bandiera)      | C     | Gary McAllister  |
| 22 | Inghilterra (bandiera) | P     | Chris Kirkland   |
| 23 | Inghilterra (bandiera) | D     | Jamie Carragher  |
| 24 | Francia (bandiera)     | C     | Bernard Diomède  |
| 25 | Croazia (bandiera)     | C     | Igor Bišćan      |
| 26 | Irlanda (bandiera)     | C     | Richie Partridge |
| 27 | Francia (bandiera)     | D     | Grégory Vignal   |
| 28 | Francia (bandiera)     | C     | Bruno Cheyrou    |
| 29 | Inghilterra (bandiera) | D     | Stephen Wright   |
| 30 | Mali (bandiera)        | D     | Djimi Traoré     |
| 31 | Norvegia (bandiera)    | D     | Frode Kippe      |
| 32 | Inghilterra (bandiera) | A     | John Miles       |
| 33 | Inghilterra (bandiera) | C     | Alan Navarro     |
| 37 | Finlandia (bandiera)   | A     | Jari Litmanen    |

## Calciomercato

### Sessione estiva
| Acquisti         | Acquisti        | Acquisti         | Acquisti                    |
| R.               | Nome            | da               | Modalità                    |
| ---------------- | --------------- | ---------------- | --------------------------- |
| P                | Chris Kirkland  | Coventry City    | definitivo (8,2 milioni €)  |
| P                | Jerzy Dudek     | Feyenoord        | definitivo (7,4 milioni €)  |
| D                | John Arne Riise | Monaco           | definitivo (6,36 milioni €) |
| Altre operazioni |                 |                  |                             |
| R.               | Nome            | da               | Modalità                    |
| P                | Pegguy Arphexad | Stockport County | fine prestito               |
| C                | Alan Navarro    | Crewe Alexandra  | fine prestito               |

| Cessioni         | Cessioni        | Cessioni         | Cessioni                   |
| R.               | Nome            | a                | Modalità                   |
| ---------------- | --------------- | ---------------- | -------------------------- |
| D                | Christian Ziege | Tottenham        | definitivo (6,5 milioni €) |
| D                | Kevin Doherty   | Shelbourne       | gratuito                   |
| C                | Leyton Maxwell  | Cardiff City     | gratuito                   |
| D                | Djimi Traoré    | Lens             | prestito                   |
| Altre operazioni |                 |                  |                            |
| R.               | Nome            | da               | Modalità                   |
| P                | Pegguy Arphexad | Stockport County | prestito                   |
| C                | Alan Navarro    | Crewe Alexandra  | prestito                   |

### Sessione invernale
| Acquisti         | Acquisti       | Acquisti            | Acquisti                   |
| R.               | Nome           | da                  | Modalità                   |
| ---------------- | -------------- | ------------------- | -------------------------- |
| A                | Milan Baroš    | Baník Ostrava       | definitivo (7 milioni €)   |
| A                | Nicolas Anelka | Paris Saint-Germain | prestito (1,4 milioni €)   |
| D                | Abel Xavier    | Everton             | definitivo (1,2 milioni €) |
| Altre operazioni |                |                     |                            |
| R.               | Nome           | da                  | Modalità                   |

| Cessioni         | Cessioni          | Cessioni      | Cessioni                    |
| R.               | Nome              | a             | Modalità                    |
| ---------------- | ----------------- | ------------- | --------------------------- |
| A                | Robbie Fowler     | Leeds Utd     | definitivo (16,8 milioni €) |
| P                | Sander Westerveld | Real Sociedad | definitivo (5 milioni €)    |
| Altre operazioni |                   |               |                             |
| R.               | Nome              | da            | Modalità                    |
| C                | Alan Navarro      | Tranmere      | definitivo (350 mila €)     |
| D                | Frode Kippe       | Lillestrøm    | gratuito                    |

## Risultati

### Premier League
| Arbitro: | Winter |

|               |           |                     |
| Owen 18’, 77’ | Marcatori | 30’ (rig.) Di Canio |

| Arbitro: | Barry |

|                              |           |  |
| Beattie 63’ Riise 71’ (aut.) | Marcatori |  |

| Arbitro: | Poll |

|                             |           |            |
| Ricketts 27’ Holdsworth 90’ | Marcatori | 66’ Heskey |

| Arbitro: | D'Urso |

|             |           |                                    |
| Gerrard 46’ | Marcatori | 31’ Dublin 55’ Hendrie 86’ Vassell |

| Arbitro: | Durkin |

|                |           |                                       |
| K. Campbell 5’ | Marcatori | 12’ Gerrard 31’ (rig.) Owen 52’ Riise |

| Liverpool 12 dicembre 2001, ore 20:00 WET 6ª giornata | Liverpool | 0 – 0 | Fulham | Anfield |

| Arbitro: | Gallagher |

|              |           |  |
| Litmanen 57’ | Marcatori |  |

| Arbitro: | Barber |

|  |           |                     |
|  | Marcatori | 3’ Riise 86’ Murphy |

| Arbitro: | Wiley |

|            |           |            |
| Murphy 69’ | Marcatori | 27’ Kewell |

| Arbitro: | Halsey |

|          |           |                                |
| Wise 58’ | Marcatori | 5’, 43’, 90’ Fowler 10’ Hyypiä |

| Arbitro: | P. Jones |

|  |           |                       |
|  | Marcatori | 14’ Redknapp 43’ Owen |

| Arbitro: | Poll |

|                         |           |             |
| Owen 32’, 51’ Riise 39’ | Marcatori | 50’ Beckham |

| Arbitro: | Riley |

|            |           |          |
| Jansen 52’ | Marcatori | 30’ Owen |

| Arbitro: | Bennett |

|            |           |  |
| Heskey 22’ | Marcatori |  |

| Arbitro: | Barber |

|  |           |         |
|  | Marcatori | 6’ Owen |

| Arbitro: | Gallagher |

|                     |           |  |
| Owen 27’ Berger 45’ | Marcatori |  |

| Arbitro: | Halsey |

|                                                          |           |  |
| Le Saux 3’ Hasselbaink 28’ Dalla Bona 71’ Guðjohnsen 90’ | Marcatori |  |

| Arbitro: | Durkin |

|              |           |                                |
| Litmanen 55’ | Marcatori | 45’ (rig.) Henry 53’ Ljungberg |

| Arbitro: | D'Urso |

|             |           |                        |
| Hendrie 21’ | Marcatori | 9’ Litmanen 73’ Šmicer |

| Arbitro: | Styles |

|              |           |          |
| Sinclair 39’ | Marcatori | 88’ Owen |

| Arbitro: | Wilkes |

|             |           |           |
| Gerrard 50’ | Marcatori | 78’ Nolan |

| Arbitro: | Dunn |

|               |           |           |
| Ljungberg 62’ | Marcatori | 68’ Riise |

| Arbitro: | Barry |

|         |           |               |
| Owen 8’ | Marcatori | 46’ K. Davies |

| Arbitro: | Knight |

|            |           |  |
| Heskey 57’ | Marcatori |  |

| Arbitro: | Poll |

|  |           |                                                  |
|  | Marcatori | 16’ (aut.) R. Ferdinand 61’, 63’ Heskey 90’ Owen |

| Arbitro: | Bennett |

|  |           |                                                          |
|  | Marcatori | 16’ Abel Xavier 43’, 90’ Heskey 52’ Hyypiä 43’, 90’ Owen |

| Arbitro: | Elleray |

|            |           |               |
| Anelka 72’ | Marcatori | 52’ Radzinski |

| Arbitro: | Wiley |

|  |           |                         |
|  | Marcatori | 13’ Anelka 90’ Litmanen |

| Arbitro: | Winter |

|                            |           |  |
| Murphy 32’, 53’ Hamann 75’ | Marcatori |  |

| Arbitro: | D'Urso |

|               |           |                      |
| Southgate 89’ | Marcatori | 33’ Heskey 84’ Riise |

| Arbitro: | Halsey |

|            |           |  |
| Šmicer 90’ | Marcatori |  |

| Arbitro: | Gallagher |

|                     |           |  |
| Šmicer 23’ Owen 36’ | Marcatori |  |

| Arbitro: | Barber |

|  |           |            |
|  | Marcatori | 85’ Murphy |

| Arbitro: | Wiley |

|                                             |           |                              |
| Murphy 23’ Anelka 39’ Hyypiä 52’ Heskey 86’ | Marcatori | 28’ Duff 49’ Cole 80’ Jansen |

| Arbitro: | Gallagher |

|  |           |          |
|  | Marcatori | 55’ Owen |

| Arbitro: | Riley |

|               |           |  |
| Owen 16’, 90’ | Marcatori |  |

| Arbitro: | P. Jones |

|           |           |  |
| Poyet 41’ | Marcatori |  |

| Arbitro: | Dunn |

|                                               |           |  |
| Riise 13’, 35’ Owen 46’ Šmicer 57’ Anelka 88’ | Marcatori |  |

### FA Cup
| Arbitro: | Halsey |

|                          |           |  |
| Owen 17’, 25’ Anelka 86’ | Marcatori |  |

| Arbitro: | Riley |

|              |           |  |
| Bergkamp 28’ | Marcatori |  |

### Football League Cup
| Arbitro: | Wolstenholme |

|                        |           |                          |
| McAllister 101’ (rig.) | Marcatori | 113’ Broomes 120’ Jevons |

### UEFA Champions League

#### Terzo turno preliminare
| Arbitro: | Ibañez |

|  |           |                                          |
|  | Marcatori | 32’ Heskey 55’, 64’, 87’ Owen 86’ Hyypiä |

| Arbitro: | Hauge |

|                                                      |           |            |
| Fowler 37’ Redknapp 50’ Heskey 57’ Wilson 83’ (aut.) | Marcatori | 45’ Kovács |

#### Prima fase a gironi
| Arbitro: | Kyros Vassaras |

|          |           |          |
| Owen 29’ | Marcatori | 3’ Silva |

| Dortmund 19 settembre 2001, ore 20:45 CEST 2ª giornata | Borussia Dortmund | 0 – 0 referto | Liverpool | Westfalenstadion (45 210 spett.)\| Arbitro: \| Valentin Ivanov \| |
| Arbitro:                                               | Valentin Ivanov   |               |           |                                                                   |

| Arbitro: | Pierluigi Collina |

|              |           |  |
| Litmanen 23’ | Marcatori |  |

| Arbitro: | Claude Colombo |

|             |           |                        |
| Ghioane 59’ | Marcatori | 43’ Murphy 67’ Gerrard |

| Arbitro: | Karl-Erik Nilsson |

|           |           |            |
| Silva 60’ | Marcatori | 17’ Murphy |

| Arbitro: | Kim Milton Nielsen |

|                       |           |  |
| Šmicer 15’ Wright 52’ | Marcatori |  |

#### Seconda fase a gironi
| Arbitro: | Hellmut Krug |

|          |           |                                          |
| Owen 27’ | Marcatori | 41’ Kluivert 65’ Rochemback 84’ Overmars |

| Roma 5 dicembre 2001, ore 20:45 CET 2ª giornata | Roma     | 0 – 0 referto | Liverpool | Stadio Olimpico (58 721 spett.)\| Arbitro: \| Dick Jol \| |
| Arbitro:                                        | Dick Jol |               |           |                                                           |

| Liverpool 20 febbraio 2002, ore 20:45 CET 3ª giornata | Liverpool          | 0 – 0 | Galatasaray | Anfield (41 605 spett.)\| Arbitro: \| Vítor Melo Pereira \| |
| Arbitro:                                              | Vítor Melo Pereira |       |             |                                                             |

| Arbitro: | Urs Meier |

|               |           |            |
| Niculescu 71’ | Marcatori | 79’ Heskey |

| Barcellona 13 marzo 2002, ore 20:45 CET 5ª giornata | Barcellona     | 0 – 0 referto | Liverpool | Camp Nou (83 441 spett.)\| Arbitro: \| Kyros Vassaras \| |
| Arbitro:                                            | Kyros Vassaras |               |           |                                                          |

| Arbitro: | Rune Pedersen |

|                               |           |  |
| Litmanen 7’ (rig.) Heskey 64’ | Marcatori |  |

#### Fase a eliminazione diretta
| Arbitro: | Frisk |

|            |           |  |
| Hyypiä 44’ | Marcatori |  |

| Arbitro: | Melo Pereira |

|                                         |           |                              |
| Ballack 16’, 64’ Berbatov 68’ Lúcio 84’ | Marcatori | 42’ Abel Xavier 79’ Litmanen |

### Supercoppa UEFA
| Arbitro: | Vítor Melo Pereira |

|                              |           |                               |
| Salihamidžić 57’ Jancker 82’ | Marcatori | 23’ Riise 45’ Heskey 46’ Owen |

### FA Charity Shield
| Arbitro: | D'Urso |

|                               |           |                    |
| McAllister 2’ (rig.) Owen 15’ | Marcatori | 51’ van Nistelrooy |

## Statistiche

### Statistiche di squadra
| Competizione     | Punti | In casa | In casa | In casa | In casa | In casa | In casa | In trasferta | In trasferta | In trasferta | In trasferta | In trasferta | In trasferta | Totale | Totale | Totale | Totale | Totale | Totale | DR  |
| Competizione     | Punti | G       | V       | N       | P       | Gf      | Gs      | G            | V            | N            | P            | Gf           | Gs           | G      | V      | N      | P      | Gf     | Gs     | DR  |
| ---------------- | ----- | ------- | ------- | ------- | ------- | ------- | ------- | ------------ | ------------ | ------------ | ------------ | ------------ | ------------ | ------ | ------ | ------ | ------ | ------ | ------ | --- |
| Premier League   | 80    | 19      | 12      | 5       | 2       | 33      | 14      | 19           | 12           | 3            | 4            | 34           | 16           | 38     | 24     | 8      | 6      | 67     | 30     | +37 |
| FA Cup           | -     | 1       | 1       | 0       | 0       | 3       | 0       | 1            | 0            | 0            | 1            | 0            | 1            | 2      | 1      | 0      | 1      | 3      | 1      | +2  |
| League Cup       | -     | 1       | 0       | 0       | 1       | 1       | 2       | -            | -            | -            | -            | -            | -            | 1      | 0      | 0      | 1      | 1      | 2      | -1  |
| Charity Shield   | -     | -       | -       | -       | -       | -       | -       | -            | -            | -            | -            | -            | -            | 1      | 1      | 0      | 0      | 2      | 1      | +1  |
| Champions League | -     | 8       | 5       | 2       | 1       | 12      | 5       | 8            | 2            | 5            | 1            | 11           | 7            | 16     | 7      | 7      | 2      | 23     | 12     | +11 |
| Supercoppa UEFA  | -     | -       | -       | -       | -       | -       | -       | -            | -            | -            | -            | -            | -            | 1      | 1      | 0      | 0      | 3      | 2      | +1  |
| Totale           | -     | 29      | 18      | 7       | 4       | 49      | 21      | 28           | 14           | 8            | 6            | 45           | 24           | 59     | 34     | 15     | 10     | 99     | 48     | +51 |

### Andamento in campionato
| Giornata  | 1 | 2  | 3  | 4  | 5  | 6  | 7 | 8 | 9 | 10 | 11 | 12 | 13 | 14 | 15 | 16 | 17 | 18 | 19 | 20 | 21 | 22 | 23 | 24 | 25 | 26 | 27 | 28 | 29 | 30 | 31 | 32 | 33 | 34 | 35 | 36 | 37 | 38 |
| --------- | - | -- | -- | -- | -- | -- | - | - | - | -- | -- | -- | -- | -- | -- | -- | -- | -- | -- | -- | -- | -- | -- | -- | -- | -- | -- | -- | -- | -- | -- | -- | -- | -- | -- | -- | -- | -- |
| Luogo     | C | T  | T  | C  | T  | C  | C | T | C | T  | T  | C  | T  | C  | T  | C  | T  | C  | T  | T  | C  | T  | C  | C  | T  | T  | C  | T  | C  | T  | C  | C  | T  | C  | T  | C  | T  | C  |
| Risultato | V | P  | P  | P  | V  | N  | V | V | N | V  | V  | V  | N  | V  | V  | V  | P  | P  | V  | N  | N  | N  | N  | V  | V  | V  | N  | V  | V  | V  | V  | V  | V  | V  | V  | V  | P  | V  |
| Posizione | 7 | 13 | 16 | 17 | 10 | 10 | 7 | 6 | 6 | 6  | 5  | 3  | 3  | 1  | 1  | 1  | 2  | 3  | 3  | 4  | 5  | 5  | 5  | 4  | 4  | 4  | 4  | 4  | 3  | 3  | 3  | 3  | 2  | 2  | 2  | 2  | 2  | 2  |

Legenda:

Luogo: C = Casa; T = Trasferta. Risultato: V = Vittoria; N = Pareggio; P = Sconfitta.